# سیمون فن دورپ
سیمون فن دورپ (هلندی: Simon van Dorp؛ زادهٔ ۱۰ آوریل ۱۹۹۷) قایقران روئینگ اهل هلند است.
وی در مسابقات کشوری و بین‌المللی در مجموع برندهٔ ۳ مدال نقره، ۱ مدال برنز شده است.